# Zolazépam
Le zolazépam ou flupyrazapone est un composé organique dérivé de pyrazolodiazépinone, structurellement relié aux benzodiazépines. Il est utilisé comme anesthésique pour une grande variété d'animaux en médecine vétérinaire.
Le zolazépam est habituellement administré en combinaison avec d'autres produits comme la tilétamine, un antagoniste des récepteurs glutamatergiques de type NMDA ou la xylazine, un agoniste des récepteurs α2 adrénergiques, et qui dépendent de l'usage qui va en être fait. Il a environ quatre fois moins de potentiel que le diazépam (0,32 mg/kg contre 1,2 mg/kg en modèle animal) mais il est soluble dans l'eau, tout en étant non ionisé au pH physiologique ce qui signifie que son action est très rapide. Ainsi le zolazépam en combinaison avec la tilétamine a été utilisé pour la tranquillisation d'aninaux sauvages comme des gorilles et des ours blancs et s'est révélé supérieur à la kétamine grâce à des effets secondaires réduits,. Le mélange 1:1 de zolazépam et de tiletamine est vendu sous le nom Télazol.
Le zolazépam a été développé par Horace A. de Wald et Donald E. Butler pour Parke-Davis et comme résultat d'une analyse très détaillée de la structure des benzodiazépines.